# سهره بیشه‌ای پس‌سرسفید
سهرهٔ بیشه‌ای پس‌سرسفید (نام علمی: Atlapetes albinucha) که با نام سهرهٔ بیشه‌ای گلوزرد نیز شناخته می‌شود، گونه‌ای پرنده از تیرهٔ گنجشک‌ان جهان جدید است.
این پرنده در کلمبیا، کاستاریکا، السالوادور، گواتمالا، هندوراس، مکزیک، نیکاراگوئه و پاناما یافت می‌شود. زیستگاه‌های طبیعی آن جنگل‌های کوهستانی نمناک نیمه‌گرمسیری یا گرمسیری، درختچه‌زارهای مرتفع نیمه‌گرمسیری یا گرمسیری و جنگل‌های پیشین به شدت دگرگون‌شده است.